# خورخور
خورخور هي قرية في مقاطعة أسكو، إيران. عدد سكان هذه القرية هو 790 في سنة 2006.